# بورتمارنوك
بورتمارنوك (بالأيرلندية: Port Mearnóg) هي مستوطنة ساحلية في الضواحي في مقاطعة فينغال، أيرلندا، مع شواطئ كبيرة، ونواة تجارية متواضعة ومجمعات سكنية داخلية، واثنين من ملاعب الغولف، بما في ذلك أحد نوادي الغولف الأكثر شهرة في أيرلندا. اعتبارًا من 2016، كان عدد السكان 9،466، بزيادة عن رقم تعداد 2011 البالغ 9،285.
بورتمارنوك هي أيضًا أبرشية مدنية في باروني كولوك القديم في مقاطعة دبلن التاريخية.